# Razguri
Razguri este o localitate din comuna Sežana, Slovenia, cu o populație de 33 de locuitori.